# Willie Reid
Pour les articles homonymes, voir Reid.
William « Willie » Reid (né le 3 mai 1884 à Baillieston (banlieue de Glasgow) en Écosse et mort le 1er mai 1966 dans la même ville) est un joueur de football écossais.

## Biographie
Reid commence sa carrière senior en 1903 à Morton en quittant son club junior des Baillieston Thistle. Il inscrit 19 buts en deux saisons avec les Ton, puis va jouer aux Third Lanark en avril 1906, et joue la finale perdue contre les Hearts en coupe d'Écosse.
Il rejoint ensuite Motherwell, où il inscrit 32 buts en un an avant de faire un bref séjour en Angleterre à Portsmouth.
Reid retourne en Écosse en avril 1909 où il signe chez les Rangers, où lors de ses 11 saisons, il gagne à l'Ibrox trois championnats. Il finit meilleur buteur du club six saisons consécutives, entre 1910 et 1916.
Il sert son pays lors de la Première Guerre mondiale en tant que soldat dans la 52e division écossaise d'Infanterie de la Royal Field Artillery britannique.
Il joue également en international avec l'équipe d'Écosse à Ibrox. Il fait ses débuts lors d'un match nul 2-2 contre le Pays de Galles en 1911 et joue son dernier match trois ans plus tard contre l'Angleterre.
En 1920, Reid part à l'Albion Rovers en tant qu'entraîneur-joueur, où il finit sa carrière avec 36 buts au club. Il part ensuite entraîner Dundee United en 1931. Reid les fait monter en Division I et quitte le club en proie à des problèmes financiers en 1934. Il prend ensuite sa retraite footballistique.
Reid est le 4e meilleur buteur de l'histoire du championnat écossais avec 275 buts, dont 188 inscrits rien qu'avec les Rangers.

## Palmarès
Rangers FC
- Champion du Championnat d'Écosse de football (5) :
  - 1911, 1912, 1913, 1918 & 1920.
- Vice-champion du Championnat d'Écosse de football (3) :
  - 1914, 1916 & 1919.
- Meilleur buteur du Championnat d'Écosse de football (2) :
  - 1911: 38 buts & 1912: 33 buts.